# Basler Mittwoch-Gesellschaft 1907
Die Basler Mittwoch-Gesellschaft 1907, kurz BMG genannt, ist die älteste Männer-Fasnachtsclique in Basel.

## Gründung
Die Basler Mittwoch-Gesellschaft wurde im Dezember 1907 als reine Männerclique von sieben Tambouren im Restaurant Muffler an der Steinentorstrasse in Basel gegründet. Seither nimmt sie jährlich an der Basler Fasnacht teil. Sie setzte sich schon früh für die Nachwuchsförderung ein und gründete 1909 die erste Junge Garde Basels. Der langjährige Leiter ihrer Trommelschule, der Tambouren-Instruktor Joseph Wintzer, entwickelte für die BMG eine eigene Trommelnotation, die Hieroglyphen, welche noch heute bei zahlreichen Tambourencorps verwendet werden.

## Geschichte
1922 bezog die BMG das Restaurant Löwenzorn als Stammlokal, wo sie seither zu Hause ist, und sie kaufte im selben Jahr die Uniformen der ehemaligen Basler Standeskompanie, die Stänzler. Als erste Fasnachtsgesellschaft unternahm die BMG seit Mitte der 1920er Jahre auch am Fasnachtsdienstag trommelnder- und pfeifenderweise einen Umgang durch die Stadt. Zentrales Element des Abends war eine Totenehrung, das «Ladärnliverbrenne», eine Tradition, die bis zum heutigen Tag weitergeführt wird und viel vom Wesen der BMG ausmacht. 1930 spalteten sich ein paar Mitglieder von der BMG ab und gründeten ihre eigene Clique, die Basler Bebbi.

## Stänzler

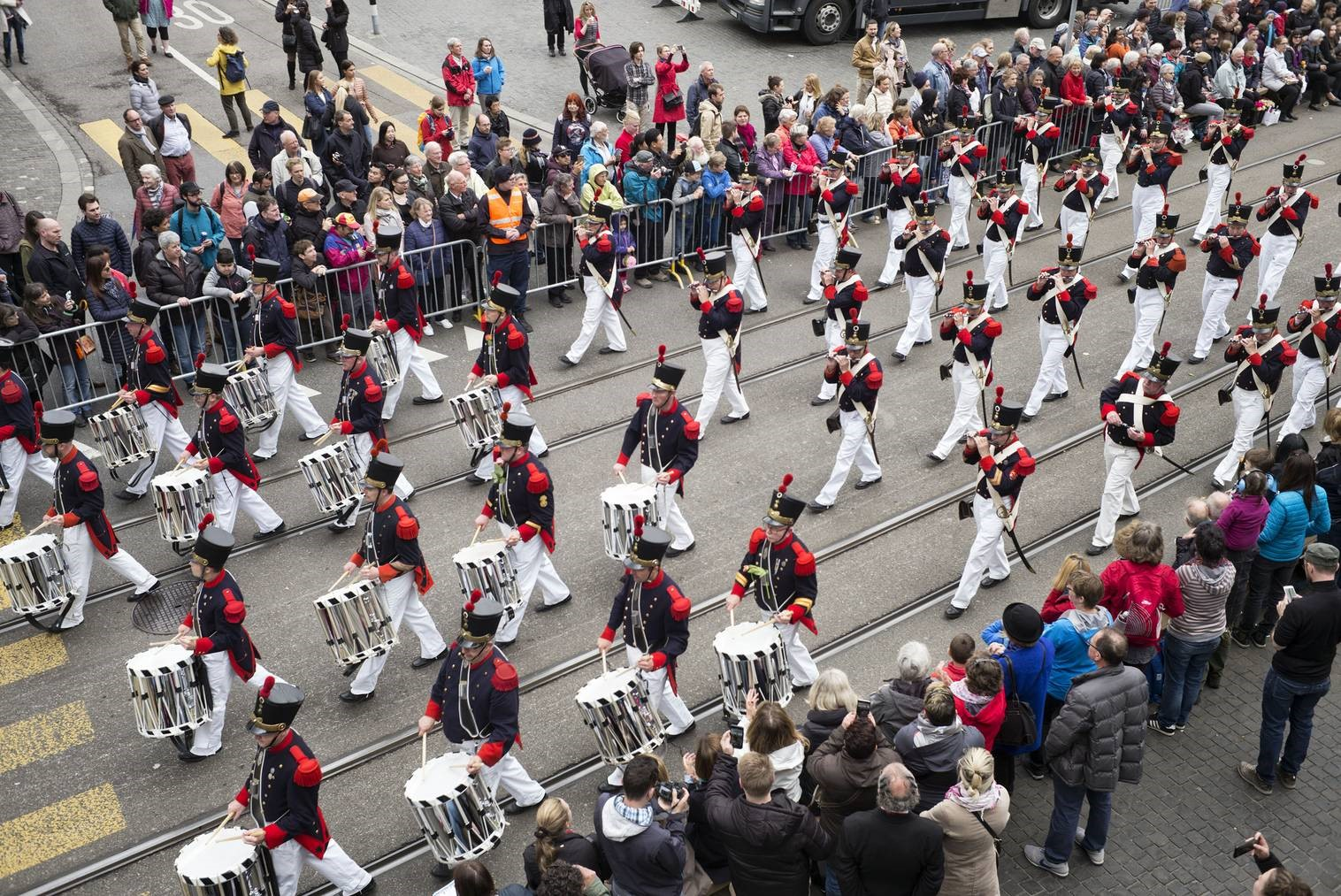
Die BMG in ihren Stänzlern am Sechseläuten 2018

Die Stänzler bilden ein Markenzeichen der BMG. 1922 erwarb die Clique diese Uniformen der ehemaligen Basler Standeskompanie aus dem 18. und 19. Jahrhundert, mit denen sie noch heute an nationale und internationale Veranstaltungen eingeladen wird und Basel vertritt.
Einige Höhepunkte ihrer Auftritte bildeten die Teilnahme an der Landesausstellung 1939, der Expo 64, dem Carnaval d’Eté in St-Ouen Paris 1969, am grossen Trachten- und Schützenumzug des Münchner Oktoberfestes 1994, 2003, 2010 und 2015 oder auf den Cannstatter Wasen in Stuttgart 2006, 2016 und 2017. 2014 nahmen die Stänzler an der Steuben Parade auf der Fifth Avenue in New York teil, 2016 am Gauder Fest im Zillertal und 2018 am Sechseläutenumzug in Zürich. Dazu kommen zahlreiche Auftritte in Basel, etwa der Eröffnung der Gartenbauausstellung Grün 80, an offiziellen Anlässen der Basler Regierung, als Basler Delegation an verschiedenen Eidgenössischen Schützenfesten sowie an der 450-Jahr- und an der 500-Jahr-Feier des Eintritt Basels in die Eidgenossenschaft 1951 und 2001.

## Künstler

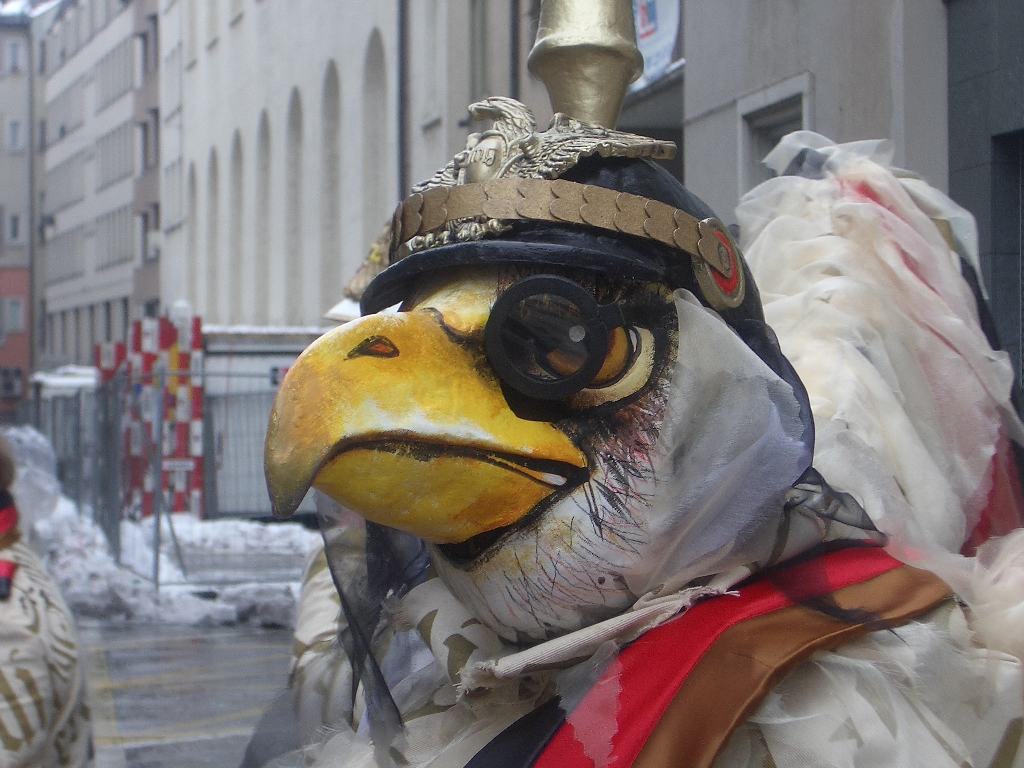
BMG Tambourmajor Fasnacht 2006, Sujet " Aldi et Obi"

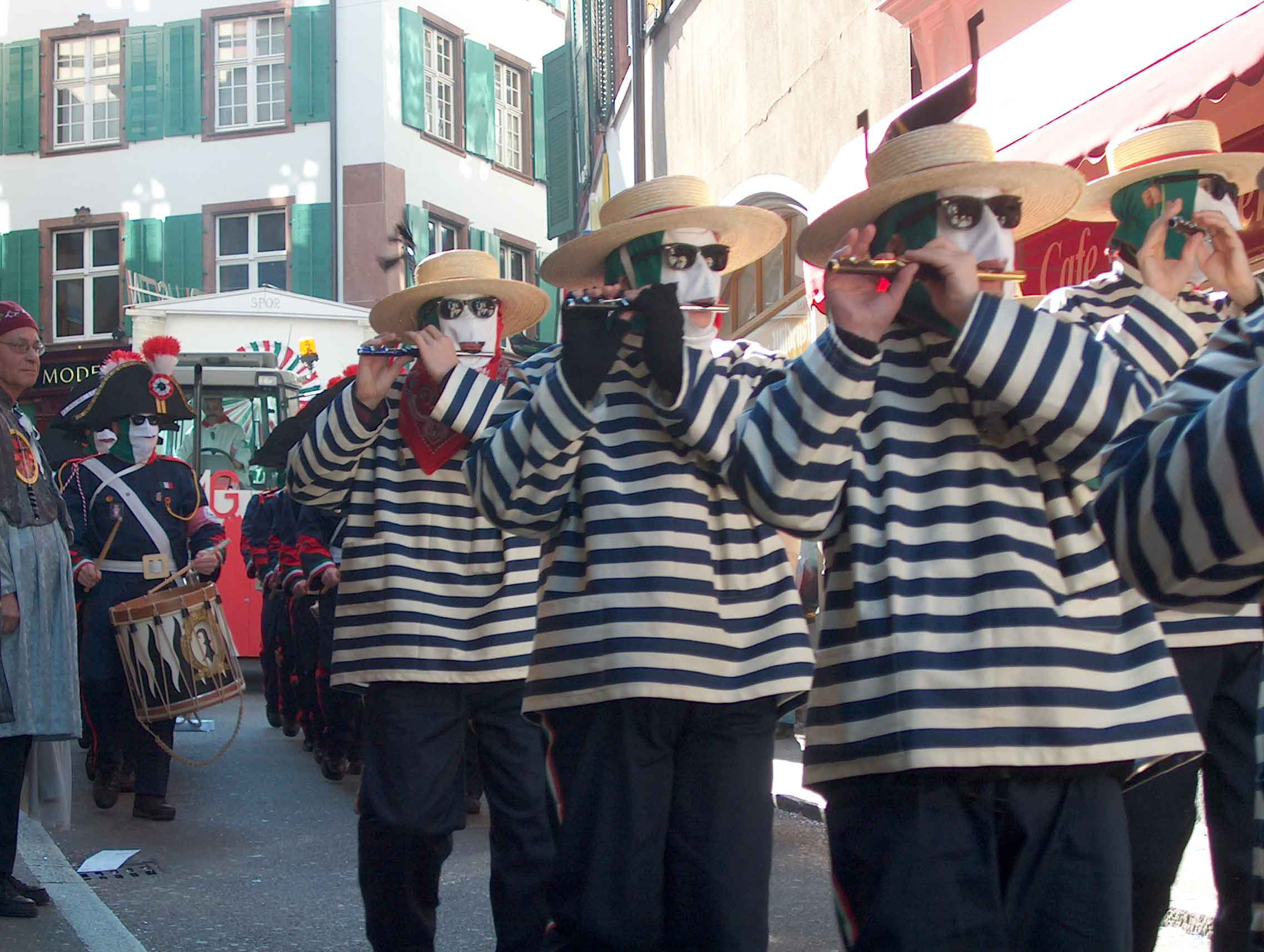
BMG Pfeifer Fasnacht 2004, Sujet "Basta Berlusconi"

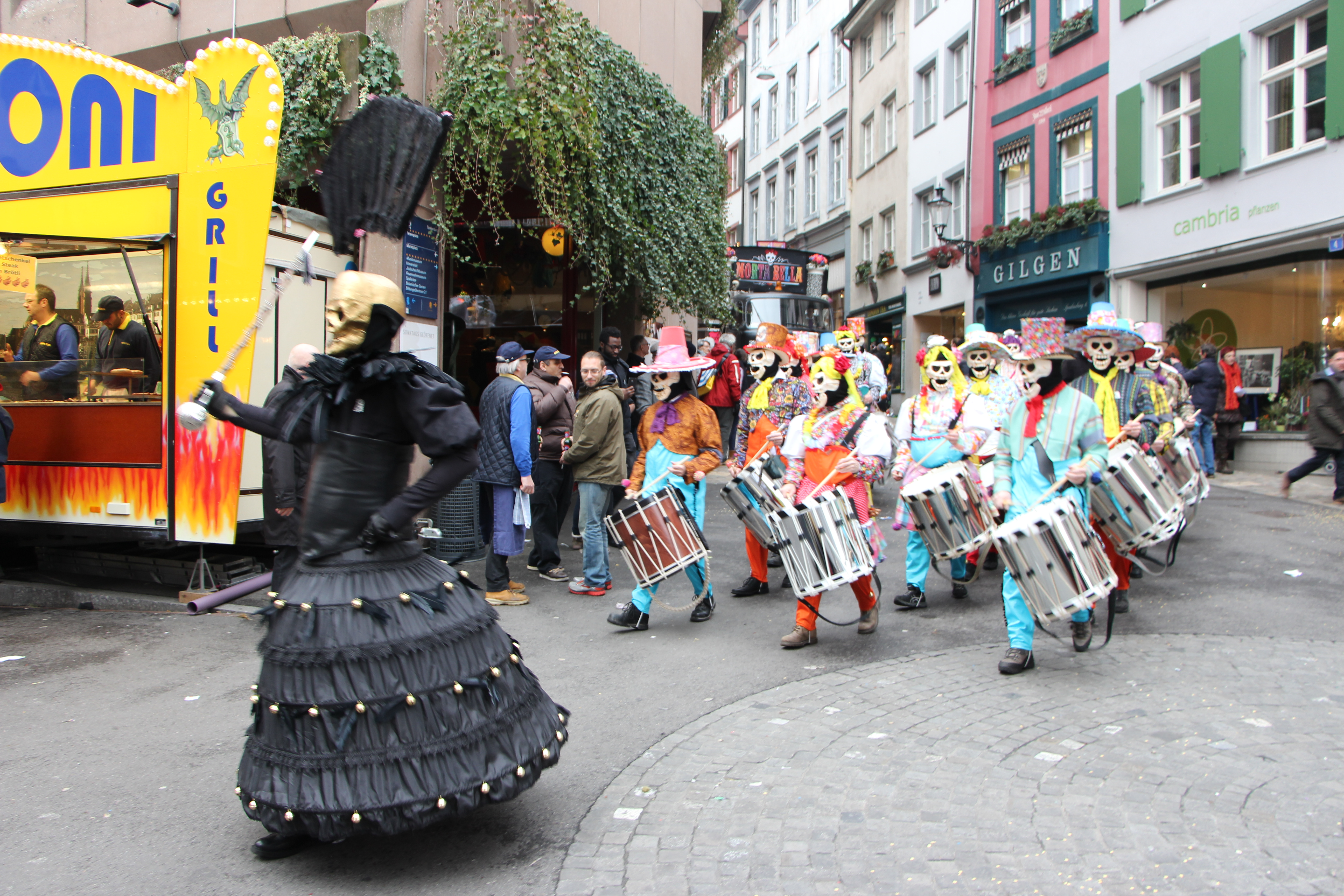
BMG an der Fasnacht 2016

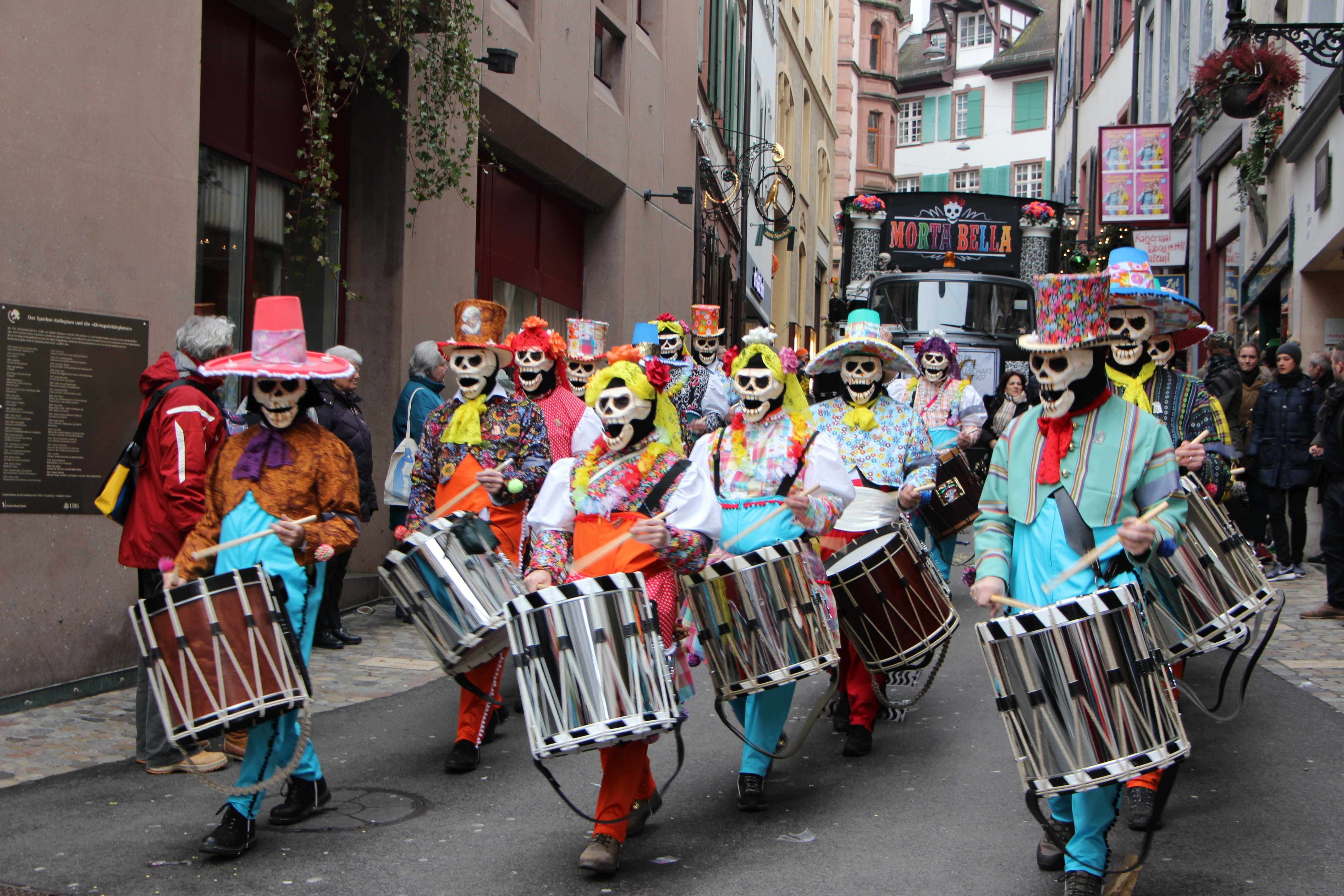
BMG Tambouren Fasnacht 2016: Sujet Mortabella

Seit ihrer Gründung prägt die BMG mit ihren Sujets die Basler Fasnacht. Ihre Fasnachtszüge werden von bekannten Basler Künstlern und Grafikern gestaltet, so in den 1920er- und 1930er-Jahren von Burkhard Mangold und Charles Hindenlang, ab den Nachkriegsjahren von Ferdi Afflerbach (1948–1956/1960–1964/1997), später von Fredy Prack (1965–1978/1981–1987) und Domo Löw (1988–1996/1998–2011). Seit 2011 gestaltet der Künstler Philippe Reinau die Sujets. Er bedient sich neuer und unkonventioneller Materialien sowie Formen in der Gestaltung von Larven und Laternen, die dadurch an Plastizität und Wirkung gewinnen. Seine Züge werden in der Regel von handlungsbetonten Performances begleitet, meistens vom Künstler selbst ausgeführt.

## Runzle
1967 wurden die BMG-Runzle als Alte Garde des Stammvereins Basler Mittwoch-Gesellschaft gegründet. Das Ziel der BMG-Runzle war es und ist es noch heute, die Fasnacht etwas ruhiger anzugehen, das Cortège-Pensum den Möglichkeiten der älteren Fasnachtsteilnehmer anzupassen und die Fasnacht trotzdem aus vollen Zügen zu geniessen. Die Runzle haben ein eigenständiges Jahres- und Fasnachtsprogramm. Der erste Teil des Morgestraich und des Fasnachts-Dienstags sowie verschiedene Anlässe während des Jahres werden zusammen mit dem BMG-Stamm begangen. Wie beim Stamm stehen auch bei den Runzle die Pflege der Freundschaft untereinander und gute Trommel- und Pfeiferkunst im Zentrum des Gesellschaftslebens.

## avantGARDE
2016 wurde die avantGARDE ins Leben gerufen. Damit reagierte die BMG auf die Probleme, mit denen sich viele Cliquen in ihrer Nachwuchsabteilung konfrontiert sehen. Die avantGARDE zielt auf die Altersgruppe von 14- bis 25-jährigen Männern ab, also genau das Alter, in dem viele aufhören, Fasnacht zu machen – die Gründe dafür sind vielfältig. Die avantGARDE organisiert sich selber und hat ein eigenes Jahres- und Fasnachtsprogramm. Sie nimmt sich ihre Freiheiten heraus, die sie braucht, und nimmt an den Anlässen des Stamms und der Runzle teil, die ihnen Spass machen – das gilt insbesondere für die Stänzlerauftritte und -ausflüge.

## Buebezigli
Das Buebezigli der Basler Mittwoch-Gesellschaft wurde 2019 gegründet und steht für alle Buben im Alter von 6 bis 13 Jahren offen, die Freude an der Fasnacht und am Basteln haben und entweder das Spiel auf dem Piccolo oder der Trommeln erlernen möchten.

## Vereinsorgan
Seit den 1970er-Jahren verfügt die BMG über ein eigenes Cliquenorgan, „der Hirte“, der regelmässig über das Gesellschaftsleben berichtet.

## BMG heute
Die BMG ist nach wie vor eine reine Männerclique, die mit Stammverein, Runzle, avantGARDE und Buebezigli an der Fasnacht teilnimmt. 2022 feiert sie 100 Jahre Stänzler und 100 Jahre im Restaurant Löwenzorn als Cliquenlokal.